# いすゞ・ワスプ
ワスプ（Wasp）は、日本の自動車メーカー・いすゞ自動車が1963年から1971年まで製造・販売していた1トン積み小型トラックである。

## 概要
ワスプは1963年6月17日に同時に発表された小型乗用車いすゞ・ベレットに似たキャビンを持ち、従来の2トン積みボンネット型トラックいすゞ・エルフィンの弟分として、マーケットリーダーであったダットサントラックや、日野・ブリスカ等をライバルとした。エンジンはベレットの廉価モデルと同じ1325cc・58馬力のガソリンエンジンと、当時まだ小型化が難しく、小排気量が珍しかった1764cc・50馬力のディーゼルエンジンであった。
発売日は、ベレットと同日の1963年11月20日である。
ボンネットとフロントグリル周りや、一部メカニズムをベレットに似せたのは、ベレットのスポーティイメージを利用しようというようなマーケティング的な考えからではなく、単なるコストダウンが目的で、セパレートシャシ、独立式ながらコイルではなくトーションバー・スプリングを用いた前輪サスペンション、固定車軸の後輪サスペンションなど、構造的にもベレットとは別物である。いすゞとしてはダットサンが独占していた小型トラック市場への参入を目指した意欲作であったが、ディーゼルエンジンもこのクラスでは騒音・振動・黒煙が敬遠され、それ以外の技術的特長があったわけでもなく、販売は伸びなかった。
1972年にフローリアンをベースにしたファスターへとバトンタッチする。GMとの提携を背景に、ファスターになってからは対米輸出がにわかに活発化する。

## 派生モデル
バン型も同時に登場し、こちらはいすゞ・ベレットエキスプレスバン (Isuzu Bellet Express Van) と呼ばれた。こちらはフローリアンバンが登場する1968年まで生産された。

## 車名の由来
ワスプとは英語で蜂を意味する。